# Ronde van Italië 2022/Zesde etappe
De zesde etappe van de Ronde van Italië 2022 werd verreden op donderdag 12 mei van Palmi naar Scalea. Het betrof een vlakke etappe over 192 kilometer. In deze etappe stond het eigenlijk van tevoren al vast dat het een massasprint zou worden. Er was sprake van een eenzame vluchter - Diego Rosa - die nooit aanspraak leek te maken op de etappezege. De finale werd ontsierd door een vreemde manoeuvre van Fernando Gaviria op Cees Bol, waarvoor de Colombiaan werd teruggezet in de uitslag. In de sprint was Arnaud Démare de sterkste. Hij klopte Caleb Ewan met miniem verschil.

## Uitslagen
| Palmi – Scalea (192,0 km) |                   |                                    |          |
| Plaats                    | Naam              | Ploeg                              | Tijd     |
| 1                         | Arnaud Démare     | Groupama-FDJ                       | 5u02'33" |
| 2                         | Caleb Ewan        | Lotto Soudal                       | z.t.     |
| 3                         | Mark Cavendish    | Quick Step-Alpha Vinyl             | z.t.     |
| 4                         | Biniam Girmay     | Intermarché-Wanty-Gobert Matériaux | z.t.     |
| 5                         | Giacomo Nizzolo   | Israel-Premier Tech                | z.t.     |
| 6                         | Phil Bauhaus      | Bahrain Victorious                 | z.t.     |
| 7                         | Andrea Vendrame   | AG2R-Citroën                       | z.t.     |
| 8                         | Simone Consonni   | Cofidis                            | z.t.     |
| 9                         | Vincenzo Albanese | EOLO-Kometa                        | z.t.     |
| 10                        | Edward Theuns     | Trek-Segafredo                     | z.t.     |
|                           |                   |                                    |          |
| 25                        | Sam Oomen         | Team Jumbo-Visma                   | z.t.     |

| Algemeen klassement |                   |                                    |           |
| Plaats              | Naam              | Ploeg                              | Tijd      |
| Roze trui           | Juan Pedro López  | Trek-Segafredo                     | 23u23'36" |
| 2                   | Lennard Kämna     | BORA-hansgrohe                     | + 38"     |
| 3                   | Rein Taaramäe     | Intermarché-Wanty-Gobert Matériaux | + 58"     |
| 4                   | Simon Yates       | Team BikeExchange Jayco            | + 1'42"   |
| 5                   | Mauri Vansevenant | Quick Step-Alpha Vinyl             | + 1'47"   |
| 6                   | Wilco Kelderman   | BORA-hansgrohe                     | + 1'55"   |
| 7                   | João Almeida      | UAE Team Emirates                  | + 1'58    |
| 8                   | Peio Bilbao       | Bahrain Victorious                 | + 2'00"   |
| 9                   | Richie Porte      | INEOS Grenadiers                   | + 2'04"   |
| 10                  | Romain Bardet     | Team DSM                           | + 2'06"   |

1e etappe ·
2e etappe ·
3e etappe ·
4e etappe ·
5e etappe ·
6e etappe ·
7e etappe ·
8e etappe ·
9e etappe ·
10e etappe ·
11e etappe ·
12e etappe ·
13e etappe ·
14e etappe ·
15e etappe ·
16e etappe ·
17e etappe ·
18e etappe ·
19e etappe ·
20e etappe ·
21e etappe
Startlijst · Eindstanden · Afbeeldingen